# セロジネ・クリスタータ
セロジネ・クリスタータ Coelogyne cristata Lindl. はセロジネ属のラン科植物の一つ。本属の代表的な原種である。白い大柄な花を数輪つける。

## 特徴
着生の多年生植物。偽鱗茎は長さ5-8cm。葉は偽鱗茎の先端に2枚あり、長楕円状披針形で長さは15-30cm、先端と基部はいずれも次第に細まる形。
花期は自生地では4-5月で、花茎は根茎の先端から出て全長13-30cmにまで伸びて先端が垂れ、3-8個の花をつける。個々の花の基部から出る苞葉は子房とほぼ同長になる。子房はその柄を含めて長さ3-5cmになる。花は白くて直径6-8cmになる。萼片と側花弁は長卵形で、縁が波打っている。唇弁は3つに裂けており、側裂片はほぼ半円形で、中列片は三角状の腎臓型をしている。側裂片は直立しており、その間の中列片の底の部分には4-5本の黄色い剛毛状突起の列がある。蘂柱は先が緩やかに下向きに曲がっており、両側には広い翼がある。
学名の種小名は「鶏冠状の」の意である。

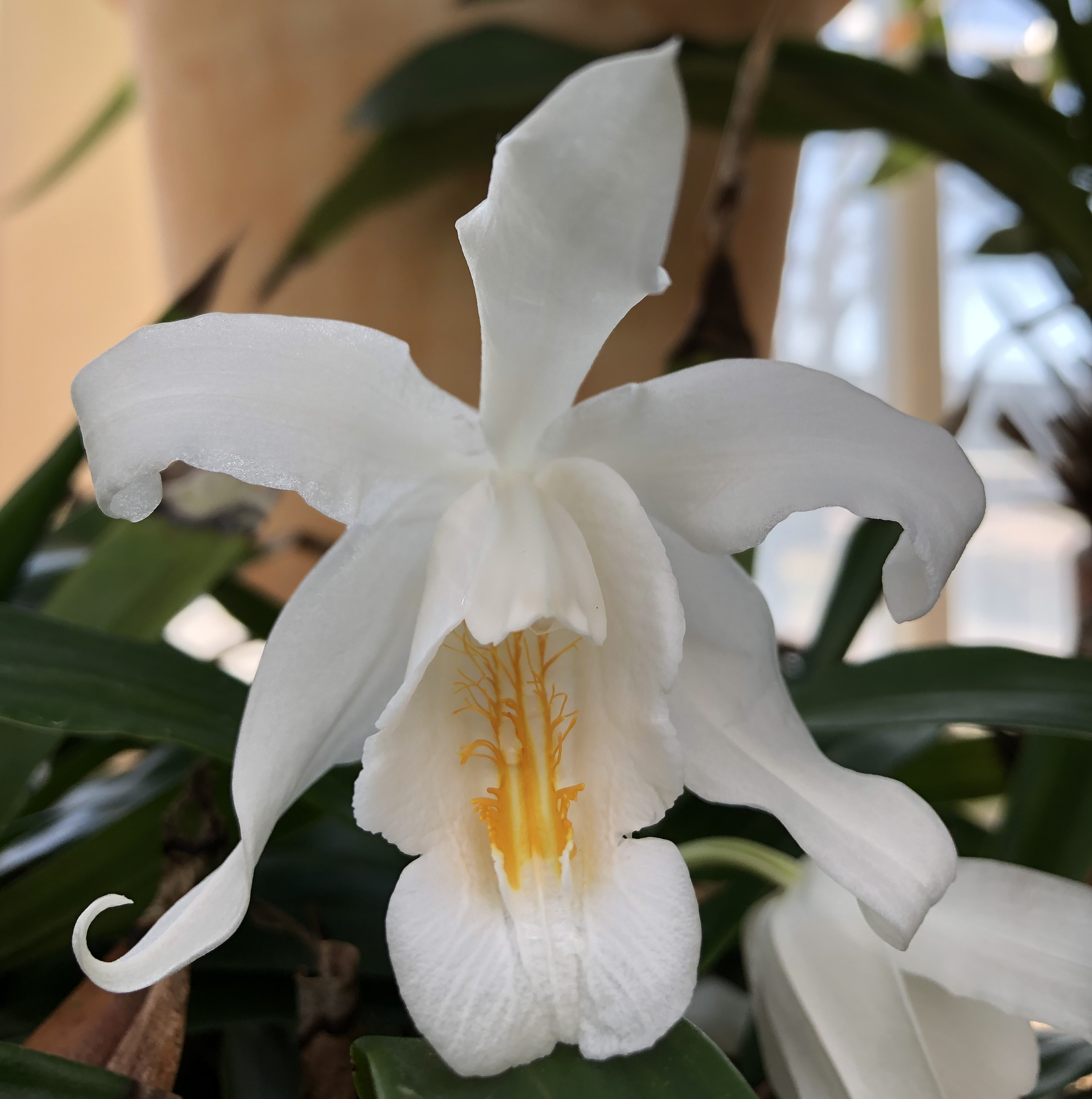
花の拡大像
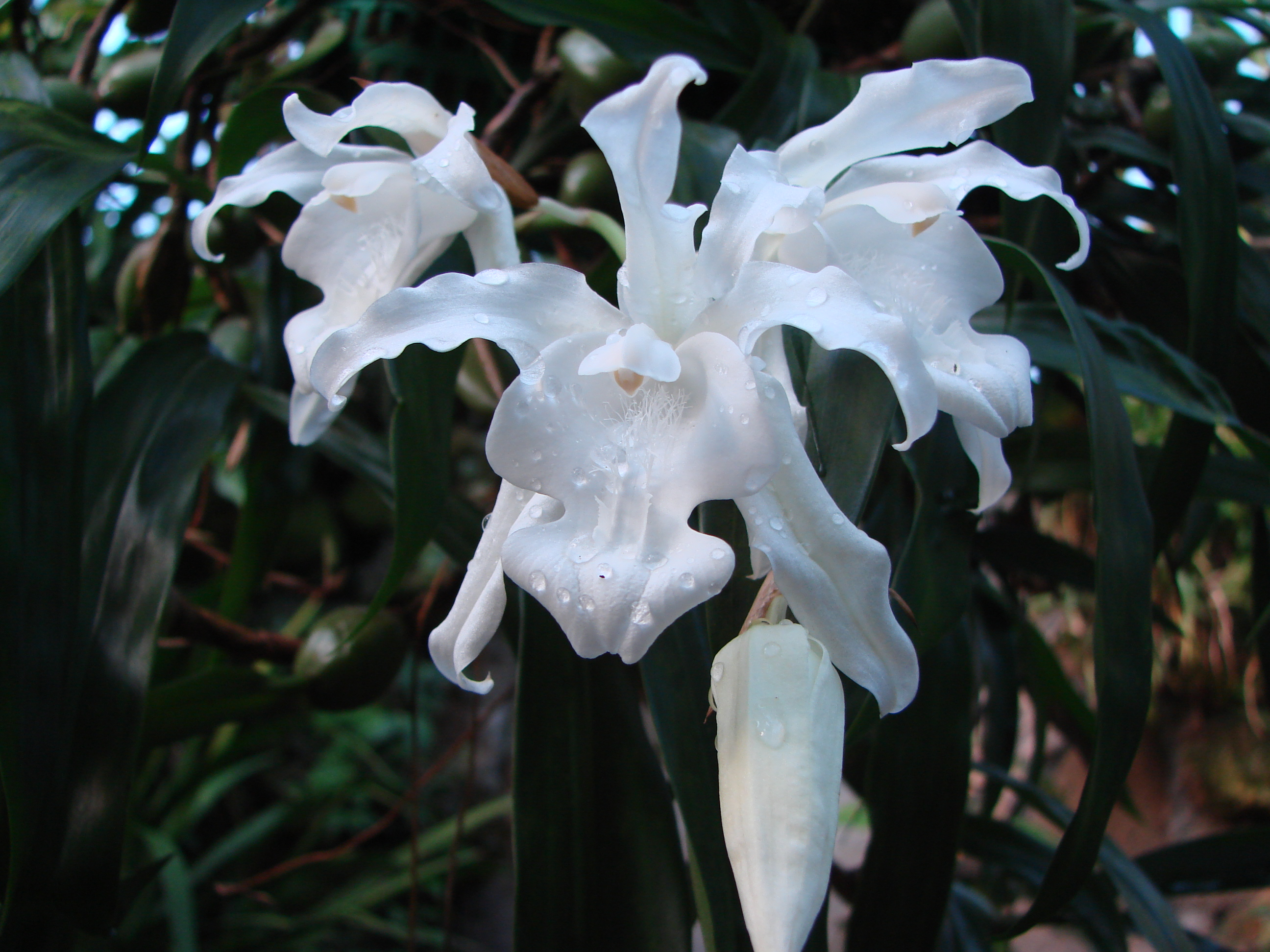
白花品

## 分布と生育環境
ヒマラヤのガルワールからアルナチャルにかけて見られる。
ヒマラヤでは山地帯下部でカシ林の木や苔むした岩の上に着生している。

## 利害
園芸用としては洋ランとして栽培される。1837年にヨーロッパに持ち込まれ、日本へは明治半ば頃に渡来した。
ただし本種とトメントサ C. tomentosa の交配品であるインテルメディア C. Intermedia の方が広く流通しており、また丈夫で花付きもよい。